# Northia
Genre
Classification phylogénétique
Northia est un genre de plantes à fleurs de la famille des Sapotaceae. Ce sont des arbres et des arbustes originaires des Seychelles. Le genre doit son nom à l'exploratrice Marianne North (1830-1890).

## Synonymes
- Northea

## Quelques espèces
- Northia brevitubulata
- Northia confusa
- Northia fasciculata
- Northia hornei
- Northia hoshinoi
- Northia seychellana
- Northia vitiensis